# Bethlehem (CDP, New Hampshire)
Bethlehem CDP ist ein Census-designated place in der Town of Bethlehem im Grafton County im US-Bundesstaat New Hampshire. Die Volkszählung von 2020 erfasste 826 Einwohner. Der CDP wurde im Jahr 2010 erstmals vom Census definiert. Er umfasst den Kernort der Town of Bethlehem.

## Lage
Der Ort liegt bei den Koordinaten 44° 16' 45.22" Nord 71° 41' 17.31" West auf einer Höhe von 444 Metern über dem Meeresspiegel zwischen den White Mountains im Süden und dem Ammonoosuc River im Norden und Osten an der Kreuzung von US-302 und New Hampshire Route NH-142. Die 4,2 km² große Fläche besteht laut US-Census aus Land ohne Wasserflächenanteil.